# Karl-Richard-Hirschberg-Brücke
Die Karl-Richard-Hirschberg-Brücke (bis 2020: Elbebrücke Meißen) ist eine insgesamt rund 256 m lange Eisenbahnbrücke, die in Meißen zwischen dem Stadtteil Cölln und der Triebischvorstadt bei Stromkilometer 81,85 die Elbe überspannt.

## Brücke von 1868
Die Brücke wurde im Zug des Baus der Bahnstrecke Borsdorf–Coswig, einer zweiten Eisenbahnverbindung zwischen Leipzig und Dresden, bei Streckenkilometer 95,01 erbaut und erstmals am 22. Dezember 1868 eingleisig in Betrieb genommen. Die Brückenbauanstalt Johann Caspar Harkort (Duisburg) errichtete das Bauwerk von 1865 bis 1868. Auf Wunsch der Stadt Meißen wurden dabei auch schon die stromabwärts angeordneten Überbauten des zweiten Gleises mit einem Achsabstand von 5,57 m hergestellt und der Stadt als Fußgängerverbindung widerruflich überlassen.

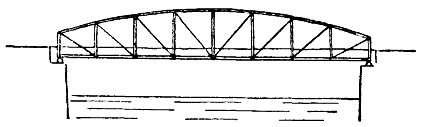
Halbparabelträger

Die eiserne Brücke wies drei Hauptöffnungen mit Stützweiten von 54,61 m auf, sowie drei Flutöffnungen von 21 m Stützweite, zwei am linken und eine am rechten Flussufer. Das konstruktive System war in Längsrichtung eine Kette von Einfeldträgern. Der Brückenüberbau bestand aus eisernen Fachwerkkonstruktionen mit unten liegender Fahrbahn. Bei den Hauptöffnungen waren Halbparabelträger mit 4,7 m Profilachsabstand in der Breite sowie 7,53 m Profilachsabstand in der Höhe in Feldmitte und 5,83 m über Pfeilern angeordnet. Die drei Nebenöffnungen waren als Trogbrücken mit Parallelfachwerkträgern in Längsrichtung bei 3,2 m Profilachsabstand in der Höhe ausgebildet. Die Sandsteinpfeiler wurden auf Fels oder Kies flach gegründet.
Im Rahmen des zweigleisigen Ausbaus der Bahnstrecke für den Schwerlastverkehr zwischen Oberschlesien und Bayern begann 1913 der Umbau des Bahnhofs Meißen. Dabei wurden zwecks Unterführung der Straßen die Bahnanlagen um 2,5 m angehoben. Dies bedingte eine Hebung der Elbebrücke um 3,0 m, eine Verstärkung der Konstruktion auf erhöhte Achslasten sowie eine Ersatzkonstruktion für den Fußgängerübergang. 1917 erfolgte auf Kosten der Stadt Meißen bei den stromabwärts liegenden Brückenüberbauten der Anbau eines 3,0 m breiten, seitlich angehängten Fußgängersteges. Infolge des Ersten Weltkriegs kamen aber die Bauarbeiten am Bahnhof bis 1924 zum Stillstand. Neue Belastungsvorschriften für Eisenbahnbrücken von 1922 führten zur Entscheidung neue Überbauten auf den vorhandenen Pfeilern zu errichten statt – wie anfangs beabsichtigt – die alten Überbauten um 3,0 m zu heben und zu verstärken.

## Brücke von 1926

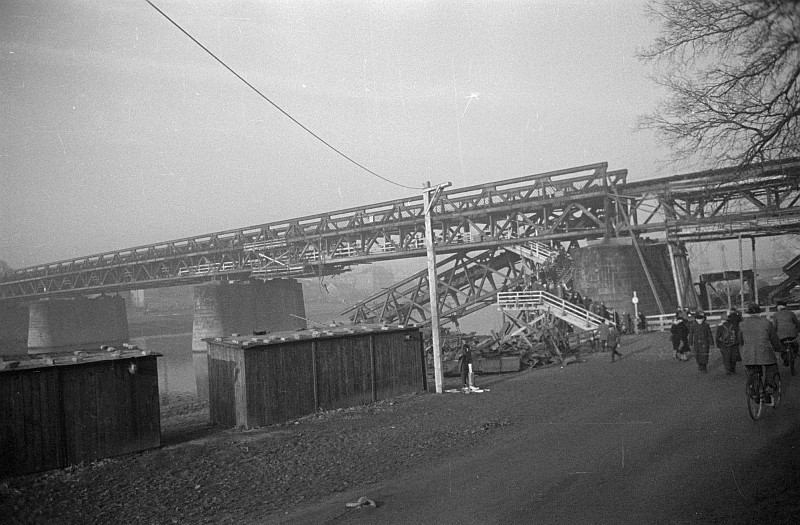
Brücke nach dem Zweiten Weltkrieg

Die Ausschreibung des Neubaus der Überbauten gewann im Herbst 1924 die Lauchhammer-Rheinmetall AG aus Berlin mit einem Sonderentwurf. Der Entwurf als Fachwerkauslegerbrücke mit geneigten Obergurten wurde allerdings vom Landesverein Sächsischer Heimatschutz abgelehnt, da er das Landschaftsbild unerträglich beeinträchtige. Der Verein wünschte eine massive Bogenbrücke, die allerdings bei der Deutschen Reichsbahn aufgrund der höheren Kosten und der Bauverzögerung infolge neuer Pfeiler keine Zustimmung fand. Schließlich wurde ein neuer Entwurf mit einem parallelgurtigen Fachwerkträger durch die Reichsbahndirektion Dresden unter künstlerischer Beratung des Architekten Heinrich Tessenow erarbeitet, der bis Ende Oktober 1926 durch die Lauchhammer-Rheinmetall AG mit einer Stahlmasse von 1310 t umgesetzt wurde. Die Pfeiler wurden von dem Vorgängerbau übernommen.
Die Brücke wurde 1945 teilweise zerstört. 1946 kam es aber zur Demontage des stromabwärts liegenden Gleises im Rahmen der Reparationsleistungen für die Sowjetunion. 1970 folgte die Elektrifizierung der Bahnstrecke.
Im Rahmen des Ausbaus der Linie S 1 der S-Bahn Dresden wurde das Eisenbahnüberführungsbauwerk von Oktober 2012 bis November 2013 umfassend instand gesetzt. Dabei erfolgte unter anderem neben dem Wiederaufbau des zweiten Gleises, eine Sanierung der Gründung, ein partieller Austausch von Stahlbauteilen, eine vollständige Entfernung des alten Korrosionsschutzes und die Aufbringung einer neuen Korrosionsbeschichtung.
Die Brücke ist seit 2020 nach Karl Richard Hirschberg benannt, unter dessen Ägide als Meißner Bürgermeister 1868 die Ersterrichtung erfolgte.
Konstruktion

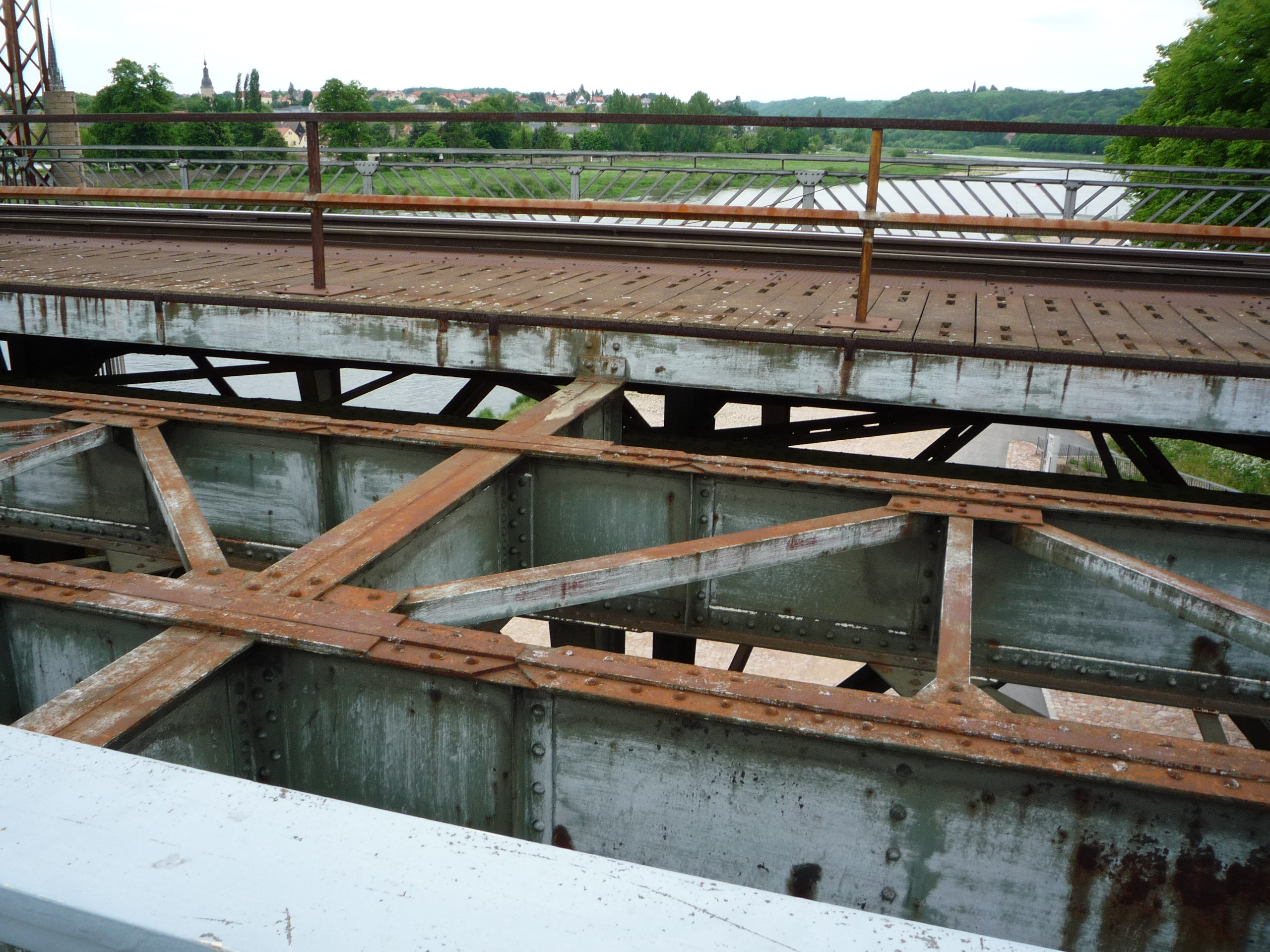
Brückenteil ohne Gleis

Fachwerk mit Pfosten und gekreuzten Diagonalen

Das Bauwerk besteht aus einem Brückenzug für jedes Richtungsgleis mit einem Achsabstand von 6,6 m. Die Gleise liegen bei den Hauptöffnungen zwischen den Längsträgern, 1,66 m unterhalb der Oberkante. In den Nebenöffnungen sind die Gleise oberhalb der Fachwerkkonstruktion angeordnet. Neben einem Dienststeg stromaufwärts ist außerdem stromabwärts eine Fußgängerbrücke angeordnet, die auf der Innenseite am Hauptträger der inneren Eisenbahnbrücke gelagert ist und außen einen eigenen Fachwerklängsträger besitzt.
Die Strombrücke weist als Bauwerkslängssystem einen Dreifeldträger mit Stützweiten von jeweils 56,2 m auf. Beidseitig schließen sich je eine Flutöffnung mit einer Stützweite von 22,0 m an, womit die Stahlkonstruktion unter Berücksichtigung der Trennpfeiler eine Gesamtstützweite von 214,22 m aufweist. Zusammen mit dem am linken Ufer anschließenden über die Siebeneichener Straße führenden Bauwerk und dem am rechten Ufer anschließenden Unterführungsbauwerk ergibt sich eine Gesamtlänge für den Brückenzug von rund 256,4 m.
Die Überbauten der Stahlfachwerkbrücke weisen in den Hauptöffnungen in Längsrichtung je zwei 5,96 m hohe, im Achsabstand von 4,9 m angeordnete Parallelträger mit Pfosten im Achsabstand von 5,62 m und im Winkel von 45° gekreuzten Diagonalen auf. In den Nebenöffnungen sind die Träger noch halb so hoch. Die Fußgängerbrücke besitzt eine massive Fahrbahnplatte wird auf der Außenseite durch einen 3,0 m hohen Fachträger getragen. Die Siebeneichner Straße war 1868 mit einem Fachwerküberbau überbrückt worden. Beim Umbau 1926 wurde bei einer lichten Weite von 17,1 m eine 1,7 m dicke Stahlbetonplatte hergestellt, in die je Richtungsgleis sieben Stahlträger mit 1,3 m Konstruktionshöhe einbetoniert wurden.